# Scrophularia mersinensis
Scrophularia mersinensis är en flenörtsväxtart som beskrevs av Lall. Scrophularia mersinensis ingår i släktet flenörter, och familjen flenörtsväxter. Inga underarter finns listade i Catalogue of Life.